# Косточковский сельский совет
Косточковский сельский совет (укр. Кісточківська сільська рада, крымскотат. Büyük Eşkene köy şurası) — административно-территориальная единица в Нижнегорском районе в составе АР Крым Украины (фактически до 2014 года), ранее до 1991 года — в составе Крымской области УССР в СССР. Население по переписи 2001 года составляло 1927 человек, площадь совета — 26 км². Территория сельсовета находится на юге района, в степном Крыму, на берегах реки Биюк-Карасу.
К 2014 году сельсовет состоял из 2 сёл:
- Косточковка
- Фрунзе

## История
Косточковский сельский совет был образован в период с 1 января по 1 июня 1977 года уже в современном составе выделением сёл из Садового. С 12 февраля 1991 года сельсовет в восстановленной Крымской АССР, 26 февраля 1992 года переименованной в Автономную Республику Крым. С 21 марта 2014 года в составе Крыма аннексирован Россией. Законом «Об установлении границ муниципальных образований и статусе муниципальных образований в Республике Крым» от 4 июня 2014 года территория административной единицы была объявлена муниципальным образованием со статусом сельского поселения.